# Egerszegi Krisztina
Egerszegi Krisztina (Budapest, 1974. augusztus 16. –) A Magyar Szent István-renddel kitüntetett, ötszörös olimpiai-, kétszeres világ-, és kilencszeres Európa-bajnok magyar úszó. Egyike a modern olimpiák legsikeresebb magyar sportolóinak, a legfiatalabb magyar olimpiai bajnok 1988 óta.

## Gyermekkora
Budai polgári családból származik. A jelenlegi Brunszvik Teréz Napköziotthonos Óvodába járt, majd a Krisztinavárosi Általános Iskolában (korábban Kosciuszkó Tádé utcai Általános Iskola) tanult. A Vörösmarty Gimnáziumban érettségizett 1992-ben.

## Sportpályafutása

### 1981–1988
Első hazai sikereit 1985-ben érte el. Az úttörő korosztály bajnoki címeit szerezte meg a hátúszószámokban. 1986-ban már 4 korosztályban, valamint a felnőtt bajnokságban is indult. Ekkor szerezte első felnőtt bajnoki érmét. A bukaresti Ifjúsági Barátság Versenyen 2-2 arany- és ezüstérmet nyert.
A következő évben négy egyéni versenyszámban nyert felnőtt bajnoki elsőséget. A strasbourgi Eb-n 100 háton ötödik, 200 háton negyedik lett. Az év végén az Európa Kupában szerzett harmadik helyezést 200 m háton.
1988 júniusában a világranglistán 100 háton ötödik, 200-on harmadik helyen állt. Júliusban az ifjúsági Európa-bajnokságon 3 számban szerzett aranyérmet. Már az Eb előtt, majd utána is arcüreggyulladás akadályozta a felkészülését. Emiatt a felnőtt OB-n csak váltóban indult.
A szöuli olimpiára a magyar csapat legfiatalabb versenyzőjeként utazott el. 100 méter háton, országos csúccsal szerzett olimpiai ezüstérmet, majd 200-on olimpiai és Európa-csúccsal lett bajnok. Ezzel a legfiatalabb magyar bajnok, valamint egyéni úszó olimpiai bajnok lett. Az év végén, 200 háton világranglista-vezető volt és az év magyar úszója és sportolónője lett.

### 1989–1992
1989-et két vegyes országos csúccsal kezdte rövidpályán, majd márciusban 400 m vegyesen is magyar rekordot döntött. A júliusi ob-n 11 aranyérmet szerzett, majd a leedsi ifi Eb-ről hét éremmel tért haza. Augusztusban, a bonni Eb-n 400 vegyesen országos csúcsával a dobogó második fokára állhatott. Ugyancsak második lett, náthásan versenyezve, 100 és 200 méter háton. Az év végén ismét az év magyar sportolónője és úszónője lett és 200 méter háton ismét vezette a világranglistát.
A következő évben a júliusi Jóakarat játékokon Seattle-ben, ő szerezte a magyar csapat egyetlen arany- illetve ezüstérmét (200 háton első, 100 háton második helyezés), mellyel Magyarország az összesített tabella 16. helyén végzett. Az 1991 januári ausztráliai vb miatt decemberre csúsztatott ob-n 12 aranyérmet szerzett. Az évet ezúttal is Magyarország legjobb úszójaként és sportolójaként zárta.
Az 1991 januárjában, Perthben megrendezett vb-n mindkét hátúszószámban első helyezést ért el. Ezzel a magyar úszósport első női vb aranyait szerezte. A hosszabbik távon saját Európa-csúcsát is megdöntötte. Az országos bajnokságon ezúttal 10-szer állhatott a dobogó legmagasabb fokára és 400 méter vegyesen országos csúcsot úszott. Augusztusban az athéni Eb-n indult, ahol háton két (100-on országos majd világcsúcs, 200-on Európa- majd világcsúcs), 400 vegyesen egy aranyérmet nyert (2 országos csúccsal) – 200 méter hátúszásban elért világcsúcsát több mint 16 évig nem tudta senki megdönteni; 2008. február 16-án Kirsty Coventry úszik először jobb időt Egerszeginél. Októberben felmerült, hogy lejáró szerződését nem újítja meg klubjával. Végül az országos sportvezetés bevonásával zajló tárgyalások több hét után hoztak megegyezést. Ennek eredményeképpen Egerszegi a Bp. Spartacus sportolója maradt. Decemberben sorozatban negyedszer lett az év sportolója és úszója. Az olasz Gazzetta dello Sport lap szavazásán a világ második legjobb sportolónője lett.
1992 áprilisában Egerszegi Gyulay Zsolttal tette le a magyar sportolók nevében az olimpiai esküt. Az OB-n 8 aranyérmet (400 vegyesen és 200 pillangón országos csúccsal) gyűjtött be. Az olimpián három aranyérmet nyert. 400 m vegyesen országos csúccsal, 100 m és 200 m háton a selejtezőben és a döntőben is olimpiai rekordot elérve lett első. Ezzel a teljesítményével a barcelonai olimpián a legtöbb aranyérmet szerzett női versenyző lett. Az év végén újra begyűjtötte a legjobb magyar sportolónak és úszónak járó díjakat. Az olasz sportnapilap szavazásán ezúttal a világ legjobb női sportolója lett. A Nemzetközi Sportújságíró Szervezet (AIPS) szavazásán második lett.

### 1993–1996
Az 1993-as országos bajnokságon 10 számban lett aranyérmes. A sheffieldi Eb-n a hátúszó számok mellett 400 vegyesen és 200 pillangón is győzött. 100 háton Európa-bajnoki rekorddal, pillangón magyar rekorddal. Decemberben ismét a legjobb lett a magyar úszók és sportolónők között. A Gazzetta dello Sport és a L’Equipe szavazásán ismét a legjobbnak bizonyult a nők között.
A következő évben az augusztusi ob-n kilenc arannyal gazdagította éremkollekcióját. Az 1994-es római vb-n 100 háton ötödikként ért célba. 200 háton elsőként jutott a döntőbe, ahol kínai ellenfelét nem tudta legyőzni és második lett. A római vb-n olyan kínai sportolók győzték le, akik előtte semmilyen jelentősebb nemzetközi eredményt nem értek el, erősen megkérdőjelezett a mai napig a teljesítményük. Viszont ezek a vereségek is hozzájárultak pályafutásának folytatásához. A legjobb magyar sportolónők szavazásán ebben az esztendőben harmadik lett, míg az úszónők között hetedszer lett a legkiemelkedőbb.
1995 februárjában, a gelsenkircheni rövid pályás vk versenyen Európa-csúcsot úszott 200 m háton. Az ob-n ismét kilenc aranyat nyert. A bécsi Európa-bajnokságon 200 háton és 400 vegyesen nyert. Az Egerszegi Krisztina, Kovács Ágnes, Klocker Edit, Lakos Gyöngyvér összeállítású vegyes váltó második lett.
Az 1996-os, utolsó ob-jén kilenc arannyal zárt. Az atlantai olimpián 400 méter vegyesen a selejtezőben a legjobb időt úszta, de a döntőbeli teljesítménye a bronzéremre volt elég. A vegyes váltóval 11. lett. Ebben a versenyszámban úszott ideje elegendő lett volna a 100 méter hát első helyéhez. A 200 hát selejtezőjében is az első időt úszta, majd a döntőben fölényes győzelemmel szerezte meg az olimpiai aranyat. Egerszegi az egyetlen női úszó, aki öt egyéni olimpiai aranyérmet szerzett. (Amy van Dyken és Kristin Otto 6-6 aranyából 2 illetve 4 egyéni érem) Dawn Fraser után ő a második úszónő, aki háromszor nyert ugyanabban a versenyszámban, míg Fraser 100 m-es gyors-, ő a 200 m-es hátúszásban. Az olimpia után visszavonult a versenysporttól. Az év végén ismét a legjobb magyar sportolónő lett.

### 1997 –
1999-ben jelölték az AIPS évszázad sportolója szavazásra. 2000-ben a Nemzeti Sport szavazásán az XX. század legjobb magyar női sportolójának választották.
2000-ben Egerszegi címmel elkészült Egerszegi Krisztina sportpályafutását bemutató film.
Egerszegi Krisztina hozta működésbe a budapesti 2017-es úszó-világbajnokság kezdetét jelző óriási szökőkutat. A Fontanának nevezett szimbólum először szerepelt egy úszó-világbajnokság megnyitóünnepségén és a tervek szerint minden hasonló vizes világversenyen helyet kap majd.

### Magyar bajnokság
|                  | 1986 | 1987 | 1988 | 1989 | 1990 | 1991 | 1992 | 1993 | 1994 | 1995 | 1996 |
| ---------------- | ---- | ---- | ---- | ---- | ---- | ---- | ---- | ---- | ---- | ---- | ---- |
| 100 m gyors      |      |      |      | 1.   | 1.   |      |      |      |      |      |      |
| 200 m gyors      |      |      |      | 1.   | 1.   | 1.   | 1.   | 1.   | 1.   | 1.   | 1.   |
| 400 m gyors      |      |      |      | 1.   | 1.   |      |      |      |      |      |      |
| 800 m gyors      |      |      |      |      | 1.   | 1.   | 1.   |      |      |      |      |
| 50 m hát         |      | 3.   |      |      |      |      |      |      |      |      |      |
| 100 m hát        | 4.   | 1.   |      | 1.   | 1.   | 1.   | 1.   | 1.   | 1.   | 1.   | 1.   |
| 200 m hát        | 3.   | 1.   |      | 1.   | 1.   | 1.   | 1.   | 1.   | 1.   | 1.   | 1.   |
| 200 m mell       |      |      |      |      |      |      | 2.   | 2.   | 2.   | 2.   |      |
| 100 m pillangó   |      |      |      |      |      |      |      | 1.   | 1.   | 2.   | 1.   |
| 200 m pillangó   |      |      |      | 1.   | 1.   | 1.   | 1.   | 1.   | 1.   | 1.   |      |
| 200 m vegyes     |      | 1.   |      | 1.   | 1.   | 1.   | 1.   | 1.   | 1.   | 1.   | 1.   |
| 400 m vegyes     | 5.   | 1.   |      | 1.   | 1.   | 1.   | 1.   | 1.   | 1.   | 1.   | 1.   |
| 4 × 100 m gyors  |      | 1.   |      | 1.   | 1.   | 1.   | 2.   | 1.   | 2.   | 1.   | 1.   |
| 4 × 200 m gyors  |      | 1.   |      | 1.   | 1.   | 1.   | 1.   | 1.   | 1.   | 1.   | 1.   |
| 4 × 100 m vegyes | 3.   | 4.   | 1.   | 1.   | 1.   | 1.   | 2.   | 1.   | 1.   | 1.   | 1.   |

### Rekordjai
| 50 m hát - 33,16 (1986. március 29., Budapest) országos úttörő csúcs - 32,90 (1986. május 2., Budapest) országos úttörő csúcs - 32,24 (1986. július 12., Dunaújváros) országos úttörő csúcs - 31,01 (1987. június 16. Kecskemét) országos gyermek csúcs - 30,14 (1987. augusztus 20., Strasbourg) országos felnőtt, ifjúsági, serdülő és gyermek csúcs - 29,97 (1987. december 21., Orlando) országos felnőtt, ifjúsági, serdülő és gyermek csúcs - 29,36 (1988. szeptember 22., Szöul) országos csúcs 100 m hát - 1:08,96 (1985. december 21., Budapest) országos úttörő csúcs - 1:08,32 (1986. március 3., Budapest) országos úttörő csúcs - 1:07,72 (1986. július 12., Dunaújváros) országos úttörő csúcs - 1:07,02 (1986. július 18., Budapest) országos úttörő csúcs - 1:06,50 (1986. augusztus 14., Bukarest) országos úttörő csúcs - 1:03,89 (1987. május 30., Bécs) országos felnőtt, ifjúsági, serdülő és gyermek csúcs - 1:03,54 (1987. július 17., Budapest) országos felnőtt, ifjúsági, serdülő és gyermek csúcs - 1:02,92 (1987. augusztus 20., Strasbourg) országos felnőtt, ifjúsági, serdülő és gyermek csúcs - 1:02,75 (1987. december 21., Orlando) országos felnőtt, ifjúsági, serdülő és gyermek csúcs - 1:02,09 (1988. szeptember 22., Szöul) országos csúcs - 1:01,56 (1988. szeptember 22., Szöul) országos csúcs - 1:01,22 (1991. augusztus 22., Athén) országos csúcs - 1:00,31 (1991. augusztus 22., Athén) világcsúcs - 1:00,85 (1992. július 28., Barcelona) olimpiai csúcs - 1:00,68 (1992. július 28., Barcelona) olimpiai csúcs 200 m hát - 2:24,66 (1985. december 20., Budapest) országos úttörő csúcs - 2:24,30 (1986. július 11., Dunaújváros) országos úttörő csúcs - 2:23,22 (1986. július 20., Budapest) országos úttörő csúcs - 2:22,63 (1986. július 20., Budapest) országos úttörő csúcs - 2:20,24 (1986. augusztus 17., Bukarest) országos úttörő csúcs - 2:14,64 (1987. május 31., Bécs) országos felnőtt, ifjúsági, serdülő és gyermek csúcs - 2:14,38 (1987. július 19., Budapest) országos felnőtt, ifjúsági, serdülő és gyermek csúcs - 2:13,46 (1987. augusztus 23., Strasbourg) országos felnőtt, ifjúsági, serdülő és gyermek csúcs - 2:11,68 (1987. december 20., Orlando) országos felnőtt, ifjúsági, serdülő és gyermek csúcs - 2:11,01 (1988. szeptember 25., Szöul) olimpiai és országos csúcs - 2:09,29 (1988. szeptember 25., Szöul) olimpiai és Európa-csúcs - 2:09,15 (1991. január 13., Perth) Európa-csúcs - 2:08,74 (1991. augusztus 25., Athén) Európa-csúcs - 2:06,62 (1991. augusztus 25., Athén) világcsúcs (Ezt a világcsúcsát 2008. február 16-ig nem tudták megdönteni. Az új világcsúcsot Columbiában a zimbabwei Kirsty Coventry állította be 2:06,39-es idővel. Országos csúcsként 2015. augusztus 7-éig állt fenn.) - 2:07,34 (1992. július 31., Barcelona) olimpiai csúcs - 2:07,06 (1992. július 31., Barcelona) olimpiai csúcs | 200 m pillangó - 2:13,24 (1989. július 27., Leeds) országos felnőtt, ifjúsági és serdülő csúcs - 2:12,81 (1992. június 26., Budapest) országos csúcs - 2:10,71 (1993. augusztus 8., Sheffield) országos csúcs 200 m vegyes - 2:29,40 (1986. július 11., Dunaújváros) országos úttörő csúcs - 2:27,11 (1986. július 19., Budapest) országos úttörő csúcs - 2:21,61 (1987. május 30., Bécs) országos gyermek csúcs - 2:20,89 (1987. július 18., Budapest) országos gyermek csúcs - 2:18,82 (1988. március 31., Budapest) országos csúcs - 2:17,96 (1988. július 31., Amersfoort) országos csúcs - 2:16,03 (1989. július 30., Leeds) országos felnőtt, ifjúsági és serdülő csúcs - 2:13,66 (1993. július 3., Budapest) országos csúcs 400 m vegyes - 5:12,40 (1986. július 13., Dunaújváros) országos úttörő csúcs - 5:06,56 (1986. augusztus 16., Bukarest) országos úttörő csúcs - 5:06,53 (1986. december 21., Budapest) országos úttörő csúcs - 4:52,43 (1987. július 16., Budapest) országos gyermek csúcs - 4:48,35 (1988. március 30., Budapest) országos csúcs - 4:46,65 (1989. március 31., Budapest) országos felnőtt, ifjúsági és serdülő csúcs - 4:45,52 (1989. július 28., Leeds) országos felnőtt, ifjúsági és serdülő csúcs - 4:44,75 (1989. augusztus 15., Bonn) országos felnőtt, ifjúsági és serdülő csúcs - 4:44,25 (1991. július 16., Budapest) országos csúcs - 4:43,22 (1991. augusztus 20., Athén) országos csúcs - 4:39,78 (1991. augusztus 20., Athén) országos csúcs - 4:38,30 (1992. június 21., Budapest) országos csúcs - 4:36,54 (1992. július 26., Barcelona) országos csúcs 200 m hát, rövid pálya - 2:06,98 (1995. február 18., Gelsenkirchen) Európa-csúcs 200 m vegyes, rövid pálya - 2:15,26 (1989. január ??., Barcelona) országos csúcs 400 m vegyes, rövid pálya - 4:43,32 (1989. január. ??., Barcelona) országos csúcs |

## Sportvezetőként
1996-ban a Magyar Úszó Szövetség elnökségi tagja, 2007-ben a MOB tagja lett.

## Díjai, elismerései
- Kiváló ifjúsági sportoló (1986, 1988)
- Az év ifjúsági sportolónője (1988)
- Az év magyar úszója (1988–1996)
- Az Év sportolója (1988, 1989, 1990, 1991, 1992, 1993, 1996)
- A Magyar Népköztársaság Csillagrendje (1988)
- Európa legjobb női sportolója (1992)
- A Magyar Köztársasági Érdemrend középkeresztje (1992)
- Aranyszarvas-díj (1996)
- Magyar Örökség díj (1996)
- Olimpiai aranygyűrű (1995)
- Budavár Díszpolgára (1995)
- A Magyar Köztársasági Érdemrend középkeresztje a csillaggal (1996)
- MOB-érdemérem (1997)
- NOB etikai különdíj (1999)
- Évszázad magyarja választás harmadik helyezettje (2000)
- Az évszázad sportolója (2001)
- Életmű fair play-díj (2001)
- Csik Ferenc-díj (2001)
- NOB Olimpiai Érdemrend ezüst fokozat (2001)
- NOB elnöki különdíj (President's Trophy) (2005)
- Prima Primissima díj (2007)
- Szent István-díj (2010)
- Budapest díszpolgára (2011)
- Magyar Szent István-rend (2013)[4]
- A magyar úszósport halhatatlanja (2013)[5]

## Családja
Férje Vigassy Ádám, akit Krisztina a Mátrában, Ágasváron ismert meg egy gyermekprogram döntőjén. Első randevújuk egyéves évfordulóján – 1999 májusában – házasodtak össze.
Gyermekeik:
- Bálint (született: 2000. július 27-én)
- Barnabás (született: 2002. február 18-án)
- Zille (született: 2004. február 17-én)